# Калуве, Том
Том Калуве́ (нидерл. Tom Caluwé, МФА: [ˈtɔm kaːlyˈweː]; 11 апреля 1978, Рюмст, Бельгия) — бельгийский футболист, полузащитник, тренер.

## Биография
Профессионально дебютировал за бельгийский клуб «Мехелен» 25 августа 1996 года в матче против клуба «Харелбеке», Том вышел на замену на 80-й минуте матча вместо Реваза Арвеладзе, игра завершилась вничью 3:3. В 2000 году перешёл в нидерландский клуб «Виллем II», за который играл шесть лет, сыграл 169 матчей и забил 9 мячей. С 2006 по 2009 год выступал за «Утрехт», а затем перешёл в катарский клуб «Аль-Вакра». В июле 2011 года Том заключил контракт с клубом «Лондерзел», в котором начинал карьеру футболиста.
11 мая 2006 года дебютировал за сборную Бельгии в матче против Саудовской Аравии, кроме того он забил в этой игре. Также играл за сборную Бельгии на Чемпионате мира среди молодёжных команд.